# Francolí de Whyte
El francolí de Whyte (Scleroptila whytei) és una espècie d'ocell de la família dels fasiànids (Phasianidae). Es troba en boscos i praderies de la República Democràtica del Congo, Malawi i Zàmbia.

## Taxonomia
Segons l'autoritat taxonòmica que es consulti, es considera una subespècie (Scleroptila shelleyi whytei) del francolí de Shelley (S. shelleyi) però té diferències significatives en el plomatge i divergències de l'ADNmt (del Hoyo & Collar 2014; Mandiwana-Neudani et al. 2019b; HBW/BirdLife).